# Шура (Кировская область)
Шура — деревня в Юрьянском районе Кировской области в составе Подгорцевского сельского поселения.

## География
Находится на расстоянии примерно 4 километра по прямой на юго-запад от поселка Юрья.

## История
Известна с 1710 года, когда здесь (тогда починок Темниковский) отмечен был 1 двор и 9 душ (мужского пола). В 1764 учтено было 36 жителей. В 1873 отмечено дворов 8 и жителей 49, в 1905 13 и 104, в 1926 15 и 106, в 1950 10 и 35. В 1989 году оставалось 29 жителей.

## Население
Постоянное население  составляло 6 человек (русские 100%) в 2002 году, 12 в 2010.